# Mei Semones
Mei Semones (2000, Japón) es una artista musical japonesa-estadounidense 
Se le conoce por sus canciones que mantienen influencia del jazz norteamericano de a mediados del siglo XX de artistas como John Coltrane, Miles Davis, Duke Ellington, Cannonball Adderley etc. Pero sin perder su género base que combina entre bossanova, J-pop e indie rock.
Se basó y creció en Brooklyn, Nueva York, Estados Unidos.

## Historia
Semones asistió y se graduó en el Berklee College of Music .  Lanzó su EP debut en 2022 titulado Tsukino . Lanzó su segundo EP, Sukikirai, también en 2022.  En 2024, Semones lanzó su tercer EP titulado Kabutomushi, a través de Bayonet Records.    Semones fue nombrado por Paste como "Lo mejor de lo que viene".  Semones ha recibido elogios del bajista Flea de los Red Hot Chili Peppers . 